# Christina Stürmer
Christina Stürmer (Altenberg bei Linz, 9 giugno 1982) è una cantante austriaca, voce dell'omonimo gruppo pop rock.
Dopo le prime esperienze musicali in diversi gruppi locali, partecipa nel 2003 a Starmania, uno show televisivo austriaco per aspiranti cantanti, classificandosi al secondo posto. Pubblica nello stesso anno il suo primo singolo, Ich lebe,  con il quale ottiene un grande successo in Austria.
Nel 2004 la canzone Vorbei entra nella top 100 tedesca, e nell'aprile 2005, una nuova versione di  Ich lebe viene registrata per il mercato di Svizzera e Germania. In entrambe le nazioni la nuova versione guadagna posizioni alte nelle rispettive classifiche, dando a Christina una certa fama nei paesi di lingua tedesca. Nel 2006 il successo si conferma nuovamente; la cantante vende 1,5 milioni di copie tra Austria, Germania, Svizzera e Italia.
La sua canzone Nie genug, estratta come singolo dal suo quinto album in studio Lebe Lauter, viene utilizzata come sigla della soap opera tedesca Alles was zählt.
Una statua di cera della cantante è presente al Madame Tussauds di Vienna.

## Discografia

### Album
- Freier Fall  (2003)|#1 Austria|AUT: 3xPlatinum
- Soll das wirklich alles sein?  (2004)|#1 Austria|AUT: 3xPlatinum
- Wirklich Alles!  (2005)|#3 Austria|AUT: Platinum
- Schwarz Weiss  (2005)|#3 Germania,|#12 Svizzera|GE: 2xPlatin, CH: Gold
- Lebe Lauter  (2006)|#1 Germania, #6 Svizzera, #1 Austria|GER: Platinum, AUT: 2X Platinum, CH: Gold
- laut-Los, soundless)  (2008)|#1 Austria, #9 Germania, #13 Svizzera
- In dieser stadt  (2009)
- Nahaufnahme (2010)
- Ich hör auf mein herz (2013)

### Singoli
- 2005: "Vorbei"
- 2005: "Ich lebe"
- 2005: "Engel fliegen einsam"
- 2005: "Mama (Ana Ahabak)"
- 2006: "Immer an euch geglaubt"
- 2006: "Nie genug"
- 2006: "Ohne Dich"
- 2007: "Scherbenmeer"
- 2007: "Um bei dir zu sein"
- 2008: "Träume leben ewig"
- 2008: "Fieber"
- 2009: "Ist mir egal"